# Красне Поле (Великоустюзький район)
Кра́сне Поле (рос. Красное Поле) — присілок у складі Великоустюзького району Вологодської області, Росія. Входить до складу Мардензького сільського поселення.

## Населення
Населення — 49 осіб (2010; 38 у 2002).
Національний склад (станом на 2002 рік):
- росіяни — 97 %